# Демонакт
Демонакт (также Демонакс, др.-греч. Δημῶναξ, лат. Demonax) — греческий философ-киник, стремившийся возродить киническое учение во II веке, вероятно, во времена императора Адриана (по крайней мере, Демонакт был современником Герода Аттика). Лукиан восторженно описывает его и подробно рассказывает о его жизни и деятельности. Интересно, что философ благожелательно относился к основателю киренской школы Аристиппу, хотя киники и киренаики были идеологическими противниками. Демонакт умер в глубокой старости, уморив себя голодом, и был похоронен с почестями, хотя, по его словам, ему было все равно, предадут ли его тело земле или же бросят собакам.